# Stenomylus
Stenomylus és un gènere extint de petits camèlids. El seu nom prové del grec στείνος, 'estret' i μύλος, 'molar'.
Stenomylus era molt més petit que altres camèlids antics i moderns, amb una altura mitjana de tan sols 0,6 metres. Al contrari que els camèlids moderns, Stenomylus mancava de farciment en les peülles; se li ha comparat amb l'antílop americà de Nord-amèrica i l'antílop girafa d'Àfrica a causa de diferents teories sobre la seva biomecànica.